# Ютербог (аэродром)
Аэродром Ютербог (Альтес-Лагер) (нем. Ютербог) — не действующий военный аэродром, расположенный вблизи одноименного города Ютербог земли Бранденбург, Германия.

## История
Аэродром Ютербог расположен вблизи одноименного города Ютербог (Йютербог) земли Бранденбург, Германия. Имеет также второе название Альтес-Лагер. До 1945 года использовался Люфтваффе.
В Первую мировую войну на летном поле Альтес-Лагер было организовано строительство дирижаблей. С этой целью в 1916 году были построены два воздушных судостроительных цеха («Альбрехт» и «Баер»), всю необходимую инфраструктуру. После поражения в Первой мировой войне в соответствии с условиями Версальского договора данное предприятие подпадало под закрытие. После прекращения работ и закрытия предприятия цехи обрушились, часть цехов демонтирована.
После прихода к власти в 1933 году Национал-социалистической немецкой рабочей партии началось вооружение Вермахта и на месте Альтес Лагеря был построен аэродром. На аэродроме базировалось секретное подразделение Люфтваффе Luftzeugamt 1/III, часть воздушного парка подразделения Luftgau III, санитарно-учебный и экспериментальный отдел Люфтваффе и авиационно-техническая школа Люфтфлотте (Luftflotte) 1. Первым начальником школы был Курт Штудент.
В 1940 году авиационно-техническая школа Люфтфлотте 1 была перебазирована в Варшаву, а на её место перебазировалась высшая авиационно-техническая школа, основанная в Берлине. С 1940 года до 1943 года обслуживание и ремонт самолетов не проводились. В период с 1935 и 1945 года на аэродроме базировались:
- I./JG 302 (1-я группа Jagdgeschwaders 302) — ноябрь 1943 г. — май 1944 г.;
- Wekusta 51 (Wettererkundungsstaffel) — сентябрь 1944 г — октябрь 1944 г.;
- II./NJG 11 (2-я группа Nachtjagdgeschwaders 11) — ноябрь 1944 г. — апрель 1945 года;
- Stab, III./JG 300 (Jagdgeschwader 300) — декабрь 1944 г. — апрель 1945 года;
- I./LG 1 (Lehrgeschwader 1) — март 1945 г. — апрель 1945 года.

В период проведения Берлинской наступательной операции в апреле 1945 года аэродром был занят советскими войсками и использован советскими ВВС.
В период с 1946 по 1947 годы на аэродроме базировался 197-й гвардейский транспортный авиационный Сталинский Краснознаменный полк на самолетах Ли-2 и 196-й гвардейский транспортный Минский авиационный полк — с мая 1946 года по 29 сентября 1947 года, на самолетах Ли-2. Оба полка подчинялись напрямую командующему 16-й воздушной армии.
С августа 1949 года по июнь 1953 года на аэродроме базировалась 2-я гвардейская штурмовая авиационная Черниговско-Речицкая ордена Ленина Краснознамённая ордена Суворова дивизия (управление и штаб).
С 1947 года по август 1949 года на аэродроме базировалось управление 4-й гвардейской истребительной авиационной Оршанской Краснознаменной ордена Суворова дивизии.
C 1951 года по июль 1953 года на аэродроме базировался 779-й и 985-й бомбардировочные авиационные полки из состава 140-й бомбардировочной авиационной дивизии 80-го бомбардировочного авиационного корпуса (до 1949 года — 241-я бомбардировочная авиационная дивизия 3-го бомбардировочного авиационного корпуса). В июле 1953 года полки выведены из Германии.
С 1952 по 1953 годы на аэродроме базировался 886-й отдельный разведывательный авиационный Сталинградский Краснознаменный полк на самолетах Ту-2Р и Ил-28Р.
После Великой Отечественной войны на аэродроме базировалось управление 11-й гвардейской штурмовой авиационной Нежинской Краснознамённой ордена Суворова дивизии в период с 1 июля 1945 года по август 1947 года.
С 4 октября 1953 года по 13 мая 1992 года на аэродроме базировался 833-й истребительный авиационный полк на самолетах МиГ-15 (08.51 — 1955), МиГ-17 (07.1952-10.1953 и с 1955 по 1961 гг.), МиГ-21 ПФ (1961—1973), МиГ-21 ПФМ (1966—1973), МиГ-21БИС (1973—1979), МиГ-23МЛА (1979—1985), МиГ-23МЛД (1984—1992). С мая 1992 года полк перебазировался на аэродром Тоцкое (Оренбургская область), где расформирован.
С 1996 года аэродром был сдан в аренду Берлинскому клубу дельтапланеристов и окончательно приобретен клубом в 1999 году. ВПП укорочена с 1600 до 1050 метров.